# Regal Records (1949)
Regal Records war ein US-amerikanisches Blues- und Rhythm-&-Blues-Label mit Sitz in Linden (New Jersey).
Regal Records wurde 1949 von David und Jules Braun sowie Fred Mendelsohn gegründet. Die erste Aufnahmesession im September 1949 erschien unter #3231 – Mistreated Blues von Blazer Boy Locks. 1950 nahm das Label den Vertrieb von Royal Roost Records, einem kleinen New Yorker Jazzlabel auf; außerdem übernahm es die Masterbänder des Detroiter Label Sensation. 1951 gründete Regal das Country-Sublabel RFD Records, das aber schon im selben Jahr eingestellt wurde. Im November 1951 verkündeten die Inhaber von Regal das Ende des Labels, dessen Vertragskünstler Paul Gayten, Annie Laurie, Sammy Cotten, Larry Darnell und Titus Turner zu Okeh Records wechselten. Die Masterbänder von Regal wurden dann von King Records erworben, das Syd Nathan besaß. Die Brüder Braun kehrten schließlich zu DeLuxe Records zurück, das sie mitbegründet hatten und das nun im Besitz von Syd Nathan war.
Zu den weiteren bei unter Regal unter Vertrag stehenden Künstlern gehörten Roosevelt Sykes, Chubby Newsome, Blind Willie McTell, Milt Larkin, Sunnyland Slim und Savannah Churchill.